# Cabo primero
En la jerarquía militar en España, el empleo de cabo primero es el grado por encima del de cabo, dentro de los Militares de Tropa y Marinería MTM. En el ámbito OTAN, al grado de cabo primero le corresponde el código OR-4 según la norma STANAG 2116 que estandariza los grados del personal militarde los diferentes contingentes nacionales. Siendo el OR-5 el de Cabo Mayor.

## Uso por país

### Argentina
En Argentina el grado de cabo primero existe en las tres Fuerzas Armadas.
| Ejército Argentino | Armada de la República Argentina | Fuerza Aérea Argentina |
| ------------------ | -------------------------------- | ---------------------- |
|                    |                                  |                        |

### Chile
| Grado | Ejército de Chile | Armada de Chile | Fuerza Aérea de Chile | Carabineros de Chile | Gendarmería de Chile |
| ----- | ----------------- | --------------- | --------------------- | -------------------- | -------------------- |
| Clase | Cabo 1.°          | Cabo 1.°        | Cabo 1.°              | Cabo 1.°             | Cabo 1.°             |
|       |                   |                 |                       |                      |                      |

### Colombia

Insignia de cabo primero del Ejército de Colombia.

### España
En España se recupera, ya que en el siglo XIX existía dicha categoría, con la finalidad de desempeñar funciones de jefe de pelotón según la Ley del 21 de junio de 1940 por la que se creó el empleo intermedio de cabo primero (DO. 42 de 21.06.40, BOE 177 de 25.06.40). Su divisa es 1 franja o línea amarilla con borde (ribete) rojo o verde. Su subordinado es el cabo y su inmediato superior el cabo mayor.
En la Guardia Civil se accede a este empleo por el sistema de antigüedad, una vez adquirido el empleo de cabo por concurso de méritos y oposición (6 años), teniendo los empleos de cabo/cabo primero las funciones de jefe de unidad en unidades territoriales del tipo puesto auxiliar, algunos puestos ordinarios, en algunas especialidades (intervenciones de armas, Seprona,..) y área funcional de puesto principal (dependiendo de la entidad del puesto principal) o las funciones de segundo jefe, segundo comandante de puesto o mando auxiliar en unidades territoriales del tipo puesto ordinario o área funcional de puesto principal (dependiendo de la entidad del puesto principal). 
En la Guardia Civil, los empleos de cabo/cabo primero constituyen el primer y segundo eslabón en la cadena de mando del Instituto Armado. 
Con la creación de la figura de Segundo Comandante de Puesto, los Cabos y Cabos Primeros pasan a cobrar una Productividad Estructural propia y pasan al régimen horario de Mando de unidad como el Sargento Comandante de Puesto.

Divisa cabo 1.º Ejército de Tierra
Divisa cabo 1.º Armada
Divisa cabo 1.º Infantería de Marina
Divisa cabo 1.º Ejército del Aire
Divisa cabo 1.º Guardia Civil